# Der Gauner und der liebe Gott
Der Gauner und der liebe Gott ist eine Kriminalkomödie aus dem Jahr 1960. Die Uraufführung erfolgte am 23. Dezember 1960 im Massenstart.

## Handlung
Der Gauner und Safeknacker Paul Wittkowski steht zum vierten Mal wegen Einbruchs im Münchner Justizpalast vor Gericht, dieses Mal allerdings unschuldig. Trotzdem wird er zu acht Jahren Haft mit anschließender Sicherungsverwahrung verurteilt. Als er aus dem Gerichtssaal abgeführt werden soll, schafft es Wittkowski, sich loszureißen und in eine Kirche zu flüchten. Dort bittet er Gott um Hilfe und bekommt daraufhin durch ein Missverständnis ein bisschen Bargeld und eine Soutane, mit der er sich als Pfarrer „Wittleben“ abzusetzen versucht.
Als die Polizei den Zug durchsucht, in dem er reist, springt Wittkowski ab und kommt ins Dorf Seebrücken, wo er Unterschlupf im Pfarrhaus findet. Der junge Pfarrer Steiner befindet sich in einem Kleinkrieg mit dem örtlichen Christbaumschmuck-Fabrikanten Baumberger, dem reichsten Mann des Dorfes, weil dieser die bei ihm hochverschuldete junge Schlosserwitwe Frau Holzmann zu einer Affäre zu verführen bzw. zu erpressen versucht. Wittkowski, der Gefallen an Frau Holzmann und ihrem kleinen Sohn Peter findet und ihr dank seiner Schlosserausbildung auch in der Werkstatt eine große Hilfe ist, beschließt, seine Fähigkeiten zu ihrem Wohl einzusetzen, und stiehlt zunächst den Schuldschein aus Baumbergers Tresor, ohne das darin befindliche Geld mitgehen zu lassen. Das wird von den religiösen Dorfbewohnern als Wunder aufgenommen und Steiners Gottesdienste, die zuvor von Baumberger leer gehalten wurden, bekommen rasch wieder Zulauf.
Indessen kommt Steiner langsam dahinter, dass der „Pfarrer Wittleben“ in Wirklichkeit der flüchtige Wittkowski ist, aber anstatt ihn gleich an die Polizei zu verraten, tauscht er heimlich dessen Einbruchswerkzeug gegen Gebetbücher aus und gibt Wittkowski die Chance, sich selbst zu stellen. Wittkowski ist willig, das Angebot anzunehmen, hat aber zwischendurch noch Baumberger einen letzten Streich zu spielen, da dieser in Sachen Frau Holzmann nicht aufgibt: Er bringt ihn in eine Situation, aus der er sich nicht herausreden kann, ohne seine wahren Absichten bloßzustellen, und regelt damit die Sache endgültig.
Aufgrund eines anschließenden Missverständnisses aber kommt es dazu, dass Wittkowski Steiner fluchtartig verlässt und wieder in die Stadt zu seinem Freund und Komplizen Schmiedel und dessen Freundin zurückkehrt. Er erklärt sich bereit, wieder ein Ding mit ihnen zu drehen; doch wie es sich herausstellt, waren es ausgerechnet die beiden, die Wittkowski den letzten Einbruch angehängt haben. Die beiden versuchen daraufhin, Wittkowski erneut als Sündenbock zu benutzen, und Wittkowski wird auch prompt am Tatort erwischt. Doch durch die Gebetbücher in seinem Werkzeugkoffer nimmt der Fall eine totale Wendung, diesmal zum Guten. Mit Hilfe von Pfarrer Steiner verlässt Wittkowski das Gefängnis als freier Mann und beseitigt zusammen mit ihm die letzten Überbleibsel seines Gaunerlebens, bevor er ein neues, ehrliches Leben in Seebrücken beginnt.

## Entstehungsgeschichte
Der Film wurde von der Produktionsfirma KG DIVINA-FILM GmbH & Co. hergestellt. Die Firma gehörte Ilse Kubaschewski, die zugleich Inhaberin des Erstverleihs Gloria-Film GmbH & Co. Filmverleih KG war. 
Die Außenaufnahmen entstanden in München und in dem kleinen Ort Kreuzberg bei Freyung, die Atelieraufnahmen im Divina-Studio Baldham.

## Kritiken
Das Lexikon des internationalen Films bezeichnete Der Gauner und der liebe Gott als einen im volkstümlichen Schwankstil inszenierten, weitgehend gelungenen Film. „Sehenswert: Gert Fröbe in seiner famos bewältigten Gaunerrolle.“ Auch der Evangelische Film-Beobachter hebt besonders die schauspielerische Leistung Fröbes hervor: „Vor allem Gert Fröbes prachtvolle Darstellung macht diesen heiteren, manchmal etwas oberflächlichen Film zu einem hübschen Vergnügen.“

## Auszeichnungen
Der Film erhielt von der Deutschen Film- und Medienbewertung (FBW) am 8. Dezember 1960 das Prädikat besonders wertvoll verliehen.
1961 wurde Gert Fröbe für seine Leistung in diesem Film mit dem Ernst-Lubitsch-Preis für die beste komödiantische Leistung im deutschen Film und auf dem San Sebastián International Film Festival als Bester Schauspieler ausgezeichnet.